# ابن معطي الزواوي
ابن معطي الزواوي هو يحيى بن عبد المعطي بن عبد النور الزواوي، زين الدين، يكنى بأبي الحسين، وبأبي زكريا، أما شهرته في المشرق والمغرب فهي ابن المعطي ويقال أنه لقب بزين الدين، ولد الإمام ابن معطي في منطقة زواوة شرق الجزائر حاليا بظاهرة بجاية سنة 564هجرياً يعد يحيى ابن معطي الزواوي أول من ألف في النحو عن طريق النظم الشعري بكتابه الدرر الألفية، كما له العديد والكثير من المصنفات والكتب في شتى الصنوف العلمية وصفه الإمام الذهبي بما يلي: «العلامة شيخ النحو زين الدين أبو الحسين يحيى بن عبد المعطي بن عبد النور الزواوي المغربي النحوي الفقيه الحنفي مولده سنة أربع وستين وخمس مئة وسمع من القاسم بن عساكر وصنف الألفية والفصول وله النظم والنثر وتخرج بهأئمة مصر و دمشق»

## رحلته العلمية
نشأ ابن معطي في زخم علمي كبير عرفته منطقة المغرب الإسلامي خاصة منطقته بنواحي مدينة بجاية الناصرية التي عرفت أوج ازدهارها العلمي والثقافي فقد كانت تعج بالعلماء والقضاة والفقهاء فنال من معين هذا العلم الجم، ثم انتقل ابن معطي إلى المشرق الإسلامي لزيادة نصيبه العلمي، فتوجه إلى دمشق حيث كانت الدولة الأيوبية مهتمة بالعلم والأدب، فاستقبله السلطان عيسى بن محمد الأيوبي سنة 624ه وأكرم وفادته وعرف قدره وولاه النظر في مصالح المساجد بدمشق، فتبسط الشيخ لتدريس اللغة والأدب والنحو، وبعد وفاة الملك عيسى الأيوبي خلفه ابنه السلطان الكامل، وبانتقاله لمصر أخذ معه ابن معطي وانتدبه للتدريس في مسجد عمرو بن العاص بمصر إلى أن وافته المنية.

## شيوخه
أخذ ابن معطي العلوم الشرعية من تفسير وعلوم الحديث الشريف والفقه ولغة على يد علماء أجلاء اشتهروا بسعة العلم والتبحر كل في ميدان اختصاصه منهم:
- الإمام عيسى بن عبد العزيز بن يللبخت بن عيسى أبو مسى الجزولي توفي سنة 616ه أو 617ه
- الإمام بهاء أبو محمد القاسم المعروف بابن عساكر توفي سنة 600ه
- تاج الدين أبو اليمن الكندي النحوي توفي سنة 597ه
- مملوك الكندي توفي سنة 656ه

## تلاميذه
تصدّر الإمام ابن معطي للإقراء بالجامع الكبير في دمشق، وكذا في الجامع العتيق وفي جامع عمرو بن العاص في القاهرة، كما جلس محاضرا ومقرءا في مجالس الأمراء والحكام، وقد استفاد من علمه وأدبه جمع غفير من الناس، ومن أشهر تلامذته الذين لازموه وأجازهم:
- الإمام رضي الدين القسنطيني النحوي توفي سنة 695 هـ
- إبراهيم بن محمد بن طرخان الحكيم عز الدين أبو إسحاق الأنصاري، الشهير ب: السويدي الحكيم توفي سنة 695 هـ
- ابن العطار توفي سنة 649 هـ
- تاج الدين الصرخدي توفي سنة 674 هـ

## مؤلفاته وآثاره
- الألفية في النحو: هي منظومة جمعت علم النحو والصرف من بحرين هما السريع والرجز وقد سماها «بالدرة الالفية»، كما قام بتحقيقها وشرحها الدكتور علي موسى الشوملي، بدأ ابن معطي في تأليفها سنة 593 هـ وأتمها سنة 595 هـ، وقد نسج على منواله الإمام محمد بن عبد الله بن مالك المتوفى سنة 672ه علامة النحو واللغة في تأليفه لمنظومته الألفية الشهيرة في علم النحو «ألفية ابن مالك» قال المقري:[3] «تبع فيها ابن معطي قالوا: ونظمه اجمع وأوعب، ونظم ابن معطي أسلس وأعذب»
- كتاب الفصول: وهو كتاب حسن وتعليقات على أبواب الجزولية وأمثله لمسائلها وغير ذلك مسائل متفرقة في أبواب العربية
- شرح المقدمة الجزولية: لشيخه الجزولي في النحو.
- البديع في علم البديع: منظومة في البلاغة وصناعة الشعر، وقد اشتمل على واحد وخمسين محسنا بديعا
- شرح الجمل في النحو للزجاجي
- نظم كتاب الجمهرة لابن دريد
- المثلث في النحو
- شرح أبيات سيبويه ـ (نَظْم).
- حواشي: على أصول ابن السراج في النحو
- ديوان خطب
- ديوان شعر
- العقود والقوانين في النحو
- قصيدة في العروض
- أرجوزة في القراءات السبع
- نظم كتاب الصحاح للجوهري: توفى قبل إتمامه
- الفصول الخمسون

وغيرها من المؤلفات والمصنفات.

## وفاته
توفي بالقاهرة في مصر يوم الإثنين سنة 628ه ودفن بالقرافة بطريق قبة الشافعي.